# نایف علی القاضی
نایف علی القاضی (عربی: نايف علي القاضي؛ زادهٔ ۳ آوریل ۱۹۷۹) بازیکن فوتبال اهل عربستان سعودی است. وی در تیم ملی فوتبال عربستان سعودی بازی کرده‌است.